# Cinzia De Ponti
Cinzia De Ponti, pseudonimo di Cinzia Fiordeponti (Pescara, 3 ottobre 1960), è un'ex modella, conduttrice televisiva e attrice italiana, eletta Miss Italia 1979, l'unica proveniente dall'Abruzzo.

## Biografia
Poco dopo la vittoria del titolo di "regina della bellezza italiana", è stata eletta Miss Italia a Viareggio nel 1979, unica proveniente dalla Regione dell'Abruzzo nella storia del concorso. In seguito ha rappresentato l'Italia a Miss Universo 1982, arrivando terza.
Successivamente apparve in televisione nella trasmissione Drive In. Ha poi esordito come attrice in diverse pellicole legate al genere della commedia sexy all'italiana, divenendo presto una delle star sex symbol di quel periodo.
Negli anni ottanta è stata anche interprete di vari fotoromanzi della casa editrice Lancio.
È una delle "conduttrici storiche" della popolare trasmissione Sereno variabile, ideata e condotta da Osvaldo Bevilacqua. È socia del Club dei brutti. Oggi è anche programmista regista e autrice Rai.

## Filmografia

Foto scattata durante Miss Italia 1979

### Cinema
- La liceale al mare con l'amica di papà, regia di Marino Girolami (1980)
- Il marito in vacanza, regia di Maurizio Lucidi (1981)
- Mia moglie torna a scuola, regia di Giuliano Carnimeo (1981)
- La maestra di sci, regia di Alessandro Lucidi (1981)
- Perché non facciamo l'amore?, regia di Maurizio Lucidi (1982)
- Lo squartatore di New York, regia di Lucio Fulci (1982)
- Manhattan Baby, regia di Lucio Fulci (1982)
- Sballato, gasato, completamente fuso, regia di Steno (1982)
- Uccelli d'Italia, regia di Ciro Ippolito (1984)
- Carabinieri si nasce, regia di Mariano Laurenti (1985)
- Paradigma, regia di Krzysztof Zanussi (1985)
- Killer contro killers, regia di Fernando Di Leo (1985)
- Yuppies - I giovani di successo, regia di Carlo Vanzina (1986)
- Senza scrupoli, regia di Tonino Valerii (1986)
- Fotoromanzo, regia di Mariano Laurenti (1986)
- L'estate sta finendo, regia di Bruno Cortini (1987)
- Ultimo minuto, regia di Pupi Avati (1987)
- Un amore di donna, regia di Nelo Risi (1988)

### Televisione
- Cinecittà Cinecittà, regia di Vittorio De Sisti - miniserie TV (Rai 2, 1985)
- Diciottanni - Versilia 1966 – serie TV (1988)
- Le due croci, regia di Silvio Maestranzi – film TV (1988)
- ...Se non avessi l'amore, regia di Leandro Castellani – film TV (1991)
- Prêcheur en eau trouble, regia di Georges Lautner – film TV (1992)
- La peur, regia di Daniel Vigne – film TV (1992)
- Delitti privati, regia di Sergio Martino – miniserie TV (1993)
- L'amour assassin, regia di Élisabeth Rappeneau – film TV (1993)
- Gioco perverso, regia di Italo Moscati – film TV (1993)

## Teatro
- Boeing Boeing di Marc Camoletti, regia di Adolfo Lippi (1993)
- Aulularia di Plauto, regia di Renato Giordano (1994)

## Programmi televisivi
- Che combinazione (Rete 2, 1979)
- Buona fortuna (Rai 1 1993) conduttrice
- Sereno variabile (Rai 2 1995) inviata speciale
- Prossimo tuo (1995-1996)
- Ho bisogno di te (1997-1998) inviata speciale
- Racconti di vita (1998-1999) inviata speciale
- Gratis (Rai 1, 1999)
- ApriRai (Rai 2 e Rai 1 2008-2012) conduttrice
- Rai Player (2013) autrice e regista